# الرابطة الأوروبية لدراسة الكبد
أسست الرابطة الأوروبية لدراسة الكبد من قبل الطبيب الألماني جوستاف أدولف مارتيني  في أبريل 1966، في ماربورغ، ألمانيا، لتعزيز البحث في الكبد وعلم الأمراض الخاص به ولتحسين علاج اضطرابات الكبد. استلهم تأسيس الرابطة الأوربية لدراسة الكبد من الجمعية الأمريكية لدراسة أمراض الكبد (AASLD، التي تم إنشاؤها في نوفمبر 1949) والرابطة الدولية لدراسة الكبد (IASL، التي تم إنشاؤها في عام 1958). 

## بناء
الرابطة الأوربية لدراسة أمراض الكبد هي منظمة غير ربحية، تتألف فقط من أعضاء فرديين، وتؤدي واجباتها بموجب دستور مكتوب يديره مجلس إدارة الرابطة المؤلف من 11 عضوًا منتخبًا: الأمين العام، ونائب السكرتير، واللجنة العلمية (خمسة أشخاص)، وأمين الصندوق، وأعضاء المجلس التربوي (شخصان)، وعضو مجلس السياسة الأوروبية. الرابطة الأوربية لدراسة أمراض الكبد هي عضو إعتيادي في أمراض الجهاز الهضمي الأوروبية المتحدة.
يجتمع أعضاء الرابطة الأوربية لدراسة أمراض الكبد عدة مرات في السنة ويعقدون الاجتماع العام السنوي خلال مؤتمر الكبد الدولي.

## مؤتمر الكبد الدولي
تنظم الرابطة الأوربية لدراسة أمراض الكبد مؤتمر الكبد الدولي، الذي يعقد في مدن أوروبية مختلفة، عادة في أبريل. هذا هو الاجتماع العلمي السنوي حيث يتلقى الخبراء والباحثون معلومات حول أحدث الأبحاث ووجهات النظر والعلاجات لأمراض الكبد. حيث يقوم الخبراء الطبيون والمتخصصون بمشاركة البيانات الحديثة وتقديم الدراسات والنتائج ومناقشة الموضوعات المتعلقة بأمراض الكبد. يجذب مؤتمر الكبد الدولي أكثر من 9000 مندوب من جميع أنحاء العالم.

## مجلة أمراض الكبد
مجلة أمراض الكبد هي مجلة شهرية، باللغة الإنجليزية، مجلة تخضع لمراجعة الأقران، يتم تحريرها بواسطة الرابطة الأوربية لدراسة أمراض الكبد وتنشرها إلزيفير. بصفتها المجلة الرسمية لـ الرابطة الأوربية لدراسة أمراض لكبد، فإنها توفر منتدى دوليًا لنشر المقالات الأصلية والمراجعات والرسائل إلى المحرر التي تصف التحقيقات المختبرية الأساسية والتحقيقات التحريرية والسريرية في أمراض الكبد. تخضع جميع المقالات لمراجعة صارمة من قبل الأقران ويتم اختيارها بناءً على أصالة النتائج والجودة الفائقة للعمل الموصوف ووضوح العرض. في عام 2019، كان لمجلة أمراض الكبد عامل تأثير قدره 20.582.
تنشر مجلة أمراض الكبد أيضًا إرشادات الممارسة السريرية الخاصة بالرابطة الأوربية لدراسة أمراض الكبد. تساعد هذه الإرشادات الأطباء ومقدمي الرعاية الصحية والمرضى والأطراف المهتمة الأخرى في عملية اتخاذ القرار السريري. تقدم إرشادات الرابطة الأوربية لدراسة أمراض الكبد مجموعة من أحدث الأساليب لتشخيص وعلاج أمراض الكبد.

## زمالات الرابطة الأوربية لدراسة أمراض الكبد لأمراض الكبد
تقدم الرابطة مجموعة من الزمالات المختلفة لأمراض الكبد:
- منحة الرابطة الأوربية لدراسة أمراض الكبد دانيال الاجيل: الغرض من هذه الزمالة هو تشجيع البحوث الطبية الحيوية في مجال الأمراض الصفراوية الوراثية لدى الأطفال والبالغين التي تشارك آليات مسببة للأمراض.[15]
- منحة الدكتوراه خوان رودس: الخريجين الشباب الذين يرغبون في الحصول على درجة الدكتوراه في مجال علم الكبد الأساسي أو التحويلي أو السريري هم محور برنامج زمالة أبحاث أمراض الكبد لطلاب الدكتوراه.[16]
- زمالة تدريبية قصيرة الأجل أندرو ك.بوروز: برنامج الزمالة قصير الأجل موجه إلى محققي الدراسات العليا (المحققون الأساسيون والسريريون) الذين ينوون قضاء فترة زمنية محدودة (عادة من 3 إلى 6 أشهر) في مؤسسة أجنبية لإنجاز مشروع بحث شديد التركيز، لتعلم إجراء أو منهجية تجريبية أو للحصول على معرفة متعمقة حول إجراء تشخيص سريري معقد غير متوفر في المؤسسة الرئيسية.[17]
- زمالة الدراسات العليا شيلا شيرلوك: يستهدف برنامج الزمالة البحثية التنافسي لما بعد الدكتوراه الباحثين الواعدين حديثي التخرج الذين يرغبون في توسيع مجالات البحث والبدء في تطوير وظائفهم البحثية المستقلة.[18]